# Pearl (Misisipi)
Pearl es una ciudad situada del condado de Rankin en el estado de Misisipi (Estados Unidos). En el año 2000 tenía una población de 21.961 habitantes en una superficie de 57 km², con una densidad poblacional de 385.2 personas por km². 

## Geografía
Pearl se encuentra ubicada en las coordenadas 32°16′19″N 90°6′19″O / 32.27194, -90.10528. Según la Oficina del Censo, la ciudad tiene un área total de 57 km² (22,0 mi²), de la cual 56,5 km² (21,8 mi²) es tierra y 0,5 km² (0,2 mi²) es agua.

### Localidades adyacentes
El siguiente diagrama muestra a las localidades en un radio de 16 kilómetros (9,9 mi) de Pearl.

## Demografía
Para el censo de 2000, había 21.961 personas, 8.608 hogares y 6.025 familias en la ciudad. La densidad de población era 385.2 hab/km².
En el 2000 la renta per cápita promedia del hogar era de $ 37.617 y el ingreso promedio para una familia era de $42.013. El ingreso per cápita para la localidad era de $17.136. En 2000 los hombres tenían un ingreso per cápita de $30.860 contra $24.610 para las mujeres. Alrededor del 12.2% de la población estaba bajo el umbral de pobreza nacional. 